# Войвалин, Фолке
Фолке Войвалин (швед. Folke Woivalin; род. 14 апреля 1928, Финстрём, Аландские острова) — политик Аландских островов; премьер-министр (1979—1988) правительства Аландов.

## Биография
Родился в 1928 году в Финляндии.
С 1972 по 1978 год был спикером Парламента Аландских островов.
С 1 января 1979 по 20 апреля 1988 года был премьер-министром правительства Аландов.